# 식스맨
식스맨(영어: Sixth man)은 농구 경기에서 5명의 주전 선수를 제외한 후보 선수들 중에서 가장 뛰어난 기량을 갖고 있어서 언제든지 투입할 수 있는 선수를 가리킨다. "농구 경기의 6번째 선수"라는 의미를 갖고 있듯이 경기의 흐름을 팀에게 유리하게 바꾸거나 중요한 순간에 경기에 투입되어 팀의 페이스를 조절하는 역할을 한다.
식스맨은 주로 실수가 적고 위기의 순간에 대담한 성격을 가진 선수, 주전 선수들에게 뒤지지 않는 기량을 갖고 있는 선수, 여러 포지션을 구사할 수 있는 유틸리티 플레이어로 기용된다. 일반적으로 벤치에서 시작해서 한 경기마다 5 ~ 6분 정도 투입되지만 출전 빈도는 다른 교체 선수들보다 높은 편이고 출전 시간은 주전 선수들과 같거나 이보다 많은 편이다. 전미 농구 협회(NBA)를 비롯한 프로 농구 리그에서는 매년 시즌마다 뛰어난 활약을 기록한 식스맨 농구 선수에게 식스맨상을 수여한다.

## 같이 보기
- NBA 올해의 식스맨상
- WNBA 우수후보선수상